# Christian Rauch (Kunsthistoriker)
Christian Rauch (* 30. September 1877 in Berlin; † 31. Januar 1976 in Gießen) war ein deutscher Kunsthistoriker und Hochschullehrer.

## Leben
Rauch studierte Architektur an der
Technischen Hochschule Charlottenburg und gleichzeitig Kunstgeschichte an der Universität Berlin. Während seiner Berliner Studienzeit war er zudem zwei Jahre lang Meisterschüler an der Berliner Akademie der Künste, deren Präsident zu dieser Zeit sein Onkel, der Architekt Hermann Ende, war. 1903 promovierte er in Kunstgeschichte an der Christian-Albrechts-Universität zu Kiel. 1906 erfolgte die Habilitation an der Universität Gießen bei Bruno Sauer über den Nürnberger Renaissancemaler Wolf Traut. Anschließend wurde er Privatdozent für Kunstgeschichte an der Universität Gießen. Im Jahre 1912 war Rauch Mitbegründer des Oberhessischen Kunstvereins (seit 2009 Gießener Kunstverein 1912 e.V.), bis 1923 dessen Schriftführer und ab 1953 Beiratsmitglied.
Seine Mitarbeit an der Inventarisierung der rheinhessischen Kunstdenkmäler regte Rauch dazu an, sich intensiv mit der karolingischen Kunst zu beschäftigen. Dies schaffte die wissenschaftlichen Voraussetzungen für die Erforschung der Kaiserpfalz zu Ingelheim. Auf deren Gelände leitete Rauch zwischen 1909 und 1914 die ersten umfassenden und systematischen archäologischen Grabungskampagnen, die mit außerordentlichen Schwierigkeiten verbunden waren, aber schließlich seine Thesen hinsichtlich der Architektur und Bedeutung des Bauwerks bestätigten. Sie führten zur Herstellung eines Rekonstruktionsmodells und zwei von Rauch geschriebenen wissenschaftlichen Publikationen.
Während des Ersten Weltkrieges diente er als Krankenpfleger an der Westfront und war zeitweilig auch Leiter des Museums im nordfranzösischen Douai. Nach Kriegsende kehrte er zur Universität Gießen zurück, an der er 1920 zum Ordentlichen Professor für Kunstgeschichte ernannt wurde. Hier baute Rauch das Kunstwissenschaftliche Institut mit Hilfe einer eigenen Fördergesellschaft auf. Später war Rauch mehrfach Dekan der Philosophischen Fakultät und vertrat als Prorektor (SS 1943 bis WS 1944/45) zeitweise den Rektor der Universität. 1947 wurde er emeritiert.
Neben den Lehrveranstaltungen sowie den wissenschaftlichen und publizistischen Tätigkeiten liefen viele weitere Aktivitäten auf den Gebieten der Denkmalpflege und des Denkmalschutzes für das Land Hessen wie für die Stadt Gießen einher: die Publikation der Kunstdenkmäler in Bingen, Aufgaben als Mitglied des ständigen Rates für bildende Kunst in Hessen, als Mitglied des Denkmalrats für Oberhessen und als Mitglied der Historischen Kommission für Hessen, zu deren Förderern Rauch gehörte. Nach dem Zweiten Weltkrieg gehörte er zu denjenigen in Gießen, die verhinderten, dass der imposante Fachwerkbau des Alten Zeughauses Philipps des Großmütigen am Neuen Schloss abgerissen wurde.
Rauch war der erste Dozent an der Ludoviciana, der sich auf die mittlere und neuere Kunstgeschichte beschränkte. Der Themenkreis seiner Vorlesungen war weit gespannt. Zwar lag das Hauptgewicht auf der Architektur, jedoch bezog er die niederländische Malerei und die Hauptmeister der deutschen und italienischen Malerei mit ein. Seine Vorlesungen standen Hörern aller Fakultäten offen und wurden durch Ausflüge an kunsthistorisch interessante Orte in der näheren Umgebung ergänzt. Zu Rauchs Schülern gehörten Otto Schmitt, Ulrich Middeldorf und Peter Metz, der spätere erste Direktor der Skulpturenabteilung der Staatlichen Museen zu Berlin und Autor des ersten biographischen Abrisses (1982).

## Auszeichnungen
- Ehrensenator der Universität Gießen
- Ehrenbürgerwürde der Stadt Ingelheim am Rhein (1975) als Anerkennung für die Intensität und Ausdauer bei der Erforschung der Kaiserpfalz Karls des Großen[6]

## Veröffentlichungen (Auswahl)
- Die Trauts: Studien und Beiträge zur Nürnberger Malerei, Heitz & Mündel, Straßburg 1907
- Douai: kultur- und kunstgeschichtliche Studien in Nordfrankreich, Heidelberg 1917
- Fritzlar: ein kunstgeschichtlicher Führer, Marburg 1927
- Die Kunstdenkmäler des Kreises Bingen, Hessischer Staatsverlag, Darmstadt 1934
- Die Geschichte der Ingelheimer Königs- und Kaiserpfalz, Historischer Verein, Ingelheim 1960
- Die Ausgrabungen in der Königspfalz Ingelheim 1909 - 1914, Römisch-Germanisches Zentralmuseum, Mainz 1976

## Sekundärliteratur
- Ottmar Kerber: Die Kunstgeschichte an der Universität Gießen, in: Ludwigs-Universität, Justus-Liebig-Hochschule: 1607–1957. Festschrift zur 350-Jahrfeier, Gießen: Schmitz 1957, S. 253–266, hier S. 256–265.
- Lisa Oehler: In Memoriam Christian Rauch, in: Gießener Universitätsblätter 9 (1976), Heft 2, S. 73–80. PDF, abgerufen am 3. Dezember 2020
- Peter Metz: Christian Rauch, in: Hans Georg Gundel, Peter Moraw, Volker Press (Hg.): Gießener Gelehrte in der ersten Hälfte des 20. Jahrhunderts (= Veröffentlichungen der Historischen Kommission für Hessen in Verbindung mit der Justus-Liebig-Universität Gießen, Band 35; Lebensbilder aus Hessen, Band 2), 2. Teil Elwert: Marburg 1982, S. 735–744.
- Yvonne Rickert: Christian Rauch und das Gießener Kunstwissenschaftliche Institut in den 1930er und 1940er Jahren, in: Sigrid Ruby, unter Mitarbeit von Joachim Hendel (Hg.): 150 Jahre Kunstgeschichte an der Universität Gießen, Stuttgart 2024, S. 173–195.
- Matthias Schulz: Christian Rauch als Mediävist und Kunsthistoriker der Region, in: Sigrid Ruby, unter Mitarbeit von Joachim Hendel (Hg.): 150 Jahre Kunstgeschichte an der Universität Gießen, Stuttgart 2024, S. 149–160.